# ماروآی سود
ماروآی سود (به لاتین: Marovoay Sud) یک منطقهٔ مسکونی در ماداگاسکار است که در بسالامپی (بخش) واقع شده‌است.
 ماروآی سود  ۸٬۰۰۰ نفر جمعیت دارد.